# Grau (apellido)
El apellido Grau, de origen catalán, se extiende principalmente por Cataluña y la Comunidad Valenciana, siendo prácticamente desconocido en otros lugares de la península ibérica. Actualmente, más de 10600 personas llevan este apellido en España. También se extiende por Iberoamérica.

## Expansión
Se expandió por medio de la reconquista de la península ibérica , pudiendo llegar así, un miembro de este linaje, a la ciudad de Valencia. Tras el descubrimiento de América, algunos Grau participaron en su colonización.